# Мабу (музыкальный инструмент Соломоновых островов)
Мабу — традиционный деревянный духовой музыкальный инструмент жителей Соломоновых островов. Представляет собой деревянную трубу с раструбом, выдалбливаемую из отрезка ствола дерева. Крупные экземпляры могли достигать до метра в длину при ширине раструба около 15 см и толщине стенок около 6 мм. До появления на островах металла инструмент выдалбливался при помощи огня и твёрдого деревянного копья, позднее использовались железные копья. К верхнему концу прикреплялась половинка кокосового ореха, в которой проделывалось игровое отверстие.
Использовался во время церемоний инициации, на похоронах. Обычно игра представляла собой перекличку двух инструментов с разным тоном.